# Bernard Monnereau
Bernard Monnereau (* 18. September 1935 in Tôtes, Département Seine-Maritime; † 24. August 2019 in La Chapelle-Saint-Mesmin) war ein französischer Ruderer. 
Die in Rouen ansässigen René Duhamel und Bernard Monnereau belegten bei den Ruder-Europameisterschaften 1958 im Doppelzweier den zweiten Platz hinter dem sowjetischen Zweier Berkutow/Tjukalow. Bei den Olympischen Spielen 1960 belegten die beiden Franzosen den vierten Platz. 
1962 fanden auf dem Rotsee bei Luzern die ersten Ruder-Weltmeisterschaften statt. Deutsche Ruderer gewannen fünf von sieben Goldmedaillen, nur in den zwei Skull-Bootsklassen gewannen andere Ruderverbände: Wjatscheslaw Iwanow aus der Sowjetunion im Einer und Monnereau/Duhamel im Doppelzweier, im Doppelzweier ging Silber in die Sowjetunion und Bronze nach Deutschland. Bei den Olympischen Spielen 1964 belegten die beiden Franzosen den sechsten Platz.